# Позоев, Леон Аветикович
Леон Аветикович Позоев или Позоян (6 (18) января 1855 — не ранее 1917) — генерал-лейтенант Российской императорской армии. Участник русско-турецкой и русско-японской войн. Кавалер Золотого оружия «За Храбрость» (1906). После Октябрьской революции перешёл на службу в Красную армию. Старший брат Георгия и Рубена Позоевых.

## Биография

### Происхождение и семья
Леон Позоев родился 6 января 1855 года в дворянской семье армяно-григорианского вероисповедания Позоевых. Дворянский род Позоевых был внесён в список дворянских родов Тифлисской губернии. У Леона было два младших брата: Рубен — генерал-майор, кавалер ордена Святого Георгия 4-й степени (1918) и Георгий — генерал-майор, кавалер ордена Святого Георгия 4-й степени (1917), после Октябрьской революции служил в Красной армии.
По состоянию на 1900 год был холост, но уже в 1907 году состоял в браке и имел четверых детей.

### Служба

Леон Позоев в 1913 году

Базовое образование получил в 2-й Московской военной гимназии, после чего 9 августа 1872 года поступил на службу в Российскую императорскую армию. В 1875 году окончил Михайловское артиллерийское училище, был выпущен в чине подпоручика со старшинством с 4 августа 1875 года и направлен служить в 39-ю артиллерийскую бригаду. В чин поручика был произведён со старшинством с 9 декабря 1876 года.
Принимал участие в русско-турецкой войне 1877—1878 годов. В штабс-капитаны был произведён со старшинством с 18 декабря 1878 года. В 1887 году окончил Михайловскую артиллерийскую академию по 1-му разряду. В чин капитана был произведён со старшинством с 22 ноября 1888 года. С 25 октября 1893 года по 12 марта 1895 года был командиром 2-й батареи 2-го мортирного артиллерийского полка, затем до 28 ноября 1896 года — командир 3-й батареи 27-й артиллерийской бригады. 25 июля 1895 года получил старшинство в чине подполковника С 18 ноября 1896 года по 15 мая 1907 года  находился на должности начальника учебного артиллерийского полигона Туркестанского военного округа. В полковники был произведён со старшинством с 9 апреля 1900 года.
Участвовал в русско-японской войне. 6 сентября 1904 года получил должность командира 1-го дивизиона 41-й артиллерийской бригады, затем, с 18 августа 1905 года по 15 февраля 1906 года находился в распоряжении Главного артиллерийского управления.  С 15 мая 1907 года по 26 июля 1910 года командовал 1-й Туркестанской артиллерийской бригадой. В 1907 году «за отличие» был произведён в генерал-майоры со старшинством с 31 мая 1907 года. 26 июля 1910 года стал инспектором артиллерии 1-го Туркестанского армейского корпуса.
14 апреля 1913 года  «за отличие» был произведён в генерал-лейтенанты со старшинством с 31 мая 1913 года. 17 августа 1914 года был назначен начальником артиллерии Туркестанского военного округа. К 10 июля 1916 года служил на той же должности и в том же чине. После Октябрьской революции, служил в Красной армии.

## Награды
Леон Аветикович Позоев был пожалован следующими наградами:
- Золотое оружие «За храбрость» (Высочайший приказ от 12 марта 1906)
- Орден Святого Владимира 2-й степени (Высочайший приказ от 6 декабря 1916)
- Орден Святого Владимира 3-й степени (1901); мечи к ордену (1905);
- Орден Святой Анны 1-й степени (Высочайший приказ от 17 мая 1915);
- Орден Святой Анны 2-й степени (1894);
- Орден Святого Станислава 1-й степени (Высочайший приказ от 5 апреля 1915);
- Орден Святого Станислава 2-й степени (1889);
- Орден Святого Станислава 3-й степени с мечами и бантом (1879).